# Pholis
Pholis — рід окунеподібних риб родини Маслюкові (Pholidae). Поширений в океанах Північної півкулі.

## Види
Рід містить такі види:
- Pholis clemensi Rosenblatt, 1964
- Pholis crassispina (Temminck & Schlegel, 1845)
- Pholis fangi (Wang & Wang, 1935)
- Pholis fasciata (Bloch & Schneider, 1801)
- Pholis gunnellus (Linnaeus, 1758)
- Pholis laeta (Cope, 1873)
- Pholis nea Peden & Hughes, 1984
- Pholis nebulosa (Temminck & Schlegel, 1845)
- Pholis ornata (Girard, 1854)
- Pholis picta (Kner, 1868)
- Pholis schultzi Schultz, 1931